# Première circonscription de la préfecture de Niigata
La première circonscription de la préfecture de Niigata (新潟県第1区, Niigata-ken dai-ikku) est l'une des cinq circonscriptions législatives que compte la préfecture de Niigata au Japon.

## Description géographique
Depuis sa création, la première circonscription de la préfecture de Niigata comprend tout ou partie de la ville de Niigata. Entre 1994 et 2013, elle correspondait à la ville entière, puis, entre 2013 et 2022, à une partie de celle-ci couvrant incomplètement les arrondissements de Kita, Higashi, Chūō, Kōnan, Minami et Nishi,. 
Depuis 2022, elle comprend les arrondissements de Higashi, Chūō et Kōnan dans leur entier et la ville insulaire de Sado,.

## Députés
| Législature | Début de mandat | Fin de mandat | Député élu              | Parti politique | Parti politique |
| ----------- | --------------- | ------------- | ----------------------- | --------------- | --------------- |
| 41e         | 1996            | 2000          | Rokuzaemon Yoshida (ja) |                 | PLD             |
| 42e         | 2000            | 2003          | Rokuzaemon Yoshida (ja) |                 | PLD             |
| 43e         | 2003            | 2005          | Chinami Nishimura       |                 | PDJ             |
| 44e         | 2005            | 2009          | Chinami Nishimura       |                 | PDJ             |
| 45e         | 2009            | 2012          | Chinami Nishimura       |                 | PDJ             |
| 46e         | 2012            | 2014          | Tōru Ishizaki (ja)      |                 | PLD             |
| 47e         | 2014            | 2017          | Tōru Ishizaki (ja)      |                 | PLD             |
| 48e         | 2017            | 2021          | Chinami Nishimura       |                 | PDC             |
| 49e         | 2021            | 2024          | Chinami Nishimura       |                 | PDC             |
| 50e         | 2024            | -             | Chinami Nishimura       |                 | PDC             |